# 柴木丈瑠
柴木 丈瑠（しばき たける、1982年6月27日 - ）は、日本の俳優。東京都出身。アンテーヌに所属していたが2022年6月よりフリー。既婚。

## 略歴
2000年、映画『ブギーポップは笑わない Boogiepop and Others』で俳優デビュー。
2001年、スーパー戦隊シリーズ『百獣戦隊ガオレンジャー』にて鮫津海 / ガオブルー役で初のレギュラー出演。
2002年には、特撮番組出身俳優による期間限定ユニット「HERO730」を結成（他のメンバーは城戸裕次、友井雄亮、浦井健治、吉岡毅志）。舞台出演などもした。
2004年、PROPAGANDA STAGE『サマーデイズ』にて舞台初主演。
2012年12月25日に一般人女性と入籍していたことを、翌年6月に自身のブログにて公表。
2022年6月27日、アンテーヌを退所しフリーで活動をすることを自身のTwitterで発表した。

## 人物
- 趣味はバスケットボール、フットサル、ゴルフ、乗馬、ドラム、ダンス[2]。好きな漫画は『聖闘士星矢』と『ドラゴンボール』[5]。好きなゲームは『メタルギアシリーズ』[5]。
- 子供のころに見ていたスーパー戦隊シリーズの作品は『超電子バイオマン』。仮面ライダーシリーズは『仮面ライダーアマゾン』で、メタルヒーローシリーズは『機動刑事ジバン』を見ていた[5]。
- デビュー当初はアイドルとしてステージに立っていたが、わずか短い期間で辞めていた。理由は自分の友人などにアイドルだと言われるのがすごく嫌だったという[6]。

## 出演

### テレビドラマ
- スーパー戦隊シリーズ
  - 未来戦隊タイムレンジャースペシャル スーパー戦隊大集合（2001年2月11日、テレビ朝日） - ガオブルーの声 役
  - 百獣戦隊ガオレンジャー（2001年、テレビ朝日） - 鮫津海 / ガオブルー 役
  - 轟轟戦隊ボウケンジャー 第15・16話（2006年5月28日・6月4日、テレビ朝日） - ラギ 役
- 激殺 女蠍野球団〜愛しの甲子園〜（2004年、テレビ東京）
- 潜入刑事 らんぼう2（2007年2月6日、日本テレビ） - ホスト 役
- 科捜研の女（テレビ朝日）
  - season12 第7話（2013年2月28日、テレビ朝日） - 星野徹 役
  - season18 最終話（2018年12月13日、テレビ朝日） ‐ 矢吹伸太郎 役
- 釣り刑事4（2013年9月30日、TBS） - 警察官 役
- ソタイ 組織犯罪対策課シリーズ（2014年11月12日・2016年4月13日、テレビ東京） - 大和 役
- 土曜ワイド劇場 警視庁・捜査一課長 ヒラから成り上がった最強の刑事!5（2015年10月17日、テレビ朝日） - 島村靖 役
  - 木曜ミステリー 警視庁・捜査一課長 第5話（2016年5月12日、テレビ朝日）
- 相棒（テレビ朝日） - 谷崎莊司 役
  - season15 最終話（2017年3月22日、テレビ朝日）
  - season16 第2話・第10話・第12話（2017年10月25日・2018年1月1日・1月17日、テレビ朝日）

### バラエティ
- おはスタ（2003年9月 - 11月、テレビ東京）

### 映画
- ブギーポップは笑わない Boogiepop and Others（2000年3月11日、東映）
- 劇場版 百獣戦隊ガオレンジャー 火の山、吼える（2001年9月22日、東映） - 鮫津海 / ガオブルー 役
- バトル・ロワイアルII 鎮魂歌（2003年7月5日、東映） - 卜部秀悟 役
- HIRAKATA（2004年5月22日、ギャガ） - 村田隆仁 役
- クラッシャーカズヨシ（2005年9月25日、20世紀たぬき） - タケル店長 役
  - クラッシャーカズヨシ 怒る（2008年1月7日、20世紀たぬき）
- Cross Chord（2006年7月22日、ブロードマークス） - ユージ 役
- 僕の彼女とその彼氏 Drop in Ghost（2007年2月24日、MIRAI） - 風間亮 役
- キヲクドロボウ（2007年11月24日、トリウッドスタジオプロジェクト） - 通信兵 役

### オリジナルビデオ
- スーパー戦隊シリーズ - 鮫津海 / ガオブルー 役
  - 百獣戦隊ガオレンジャーVSスーパー戦隊（2001年8月10日、東映ビデオ）
  - 百獣戦隊ガオレンジャー スーパービデオ 対決!ガオレンジャーVSガオシルバー 炎のピヨちゃんたんじょう!（2001年、講談社）
  - 忍風戦隊ハリケンジャーVSガオレンジャー（2003年3月14日、東映ビデオ）
- スプラッシュ!（2004年11月） - 神崎祐介 役
- バトル・ロワイアルII 【特別篇】 REVENGE（2005年2月21日、東映ビデオ） - 卜部秀悟 役
- スピードファントム（2006年2月25日、オールインエンタテインメント） - イケメン戦闘員ミッチー 役

### 舞台
- HERO730コンビニスペクタル『お弁当、温めますか』（2002年6月・10月）
- HERO730『結婚詐欺株式会社』（2003年2月）
- PROPAGANDA STAGE『サマーデイズ』（2004年7月） - 主演・小久保達也 役
- PROPAGANDA STAGE『青春時代＋（たす）』（2005年4月） - 主演・浜田美智雄 役
- PROPAGANDA STAGE『VOICE』（2005年8月10日 - 14日） - 主演・堀内巧 役
- アイノカタチ（2005年11月11日 - 13日）
- オキュパイ 〜サンモールスタジオを占拠せよ〜（2006年3月7日 - 12日）
- PROPAGANDA STAGE NEXT『トーキョーミッドナイト』（2008年6月） - 主演・真野巧 役
- PROPAGANDA STAGE NEXT『パラレル・ライフ・パーティー』（2009年6月） - 主演・池内浄 役
- 不消者（けされず）『帝銀事件の頃』（2010年4月21日 - 25日） - 幹次郎 役
- 新宿ミッドナイトベイビー2010 〜マロンのママ・大暴走の巻〜（2010年7月17日 - 25日）
- D'TOT『FROG-新選組Jade Keeper-』（2011年9月8日 - 12日） - 斉藤一 役
- D'TOT『LAST SMILE』（2011年2月2日 - 7日） - ラン 役
- TUFF STUFF『櫻の園』（2011年7月13日 - 18日）
- D'TOT『FRAG-新撰組Vermillion ordar-』（2011年8月26日 - 28日・31日 - 9月4日） - 斉藤一 役
- HYBRID PROJECT『FILM STAR』（2011年9月22日 - 26日）
- @emotion『ももがたり』（2017年5月17日 - 21日） - 紅鬼 役
- WITH YOU『桃太郎 〜芥川龍之介ver.〜』（2024年6月12日 - 16日）[7]

### ゲーム
- ペット探偵Y's（2004年12月10日、AMEDEO） - リロイ 役
- グランディアIII（2005年8月4日、スクウェア・エニックス） - ウル 役

### PV
- SLUGGER「3分前」（2004年）

## 作品

### CD
| 発売日         | 楽曲タイトル                                                        | アーティスト名義 | 収録アルバム                                     | 最高 順位 |
| -------------- | ------------------------------------------------------------------- | --- | ------------------------------------------------ | --------- |
| 2002年11月21日 | 大空への階段                                                        | ガオレンジャー ［ガオレッド（金子昇）、ガオイエロー（堀江慶）、ガオブルー（柴木丈瑠）、 ガオブラック（酒井一圭）、ガオホワイト（竹内実生）］                            | 忍風戦隊ハリケンジャー VS 百獣戦隊ガオレンジャー | -位       |
| 2002年11月21日 | ガオレンジャー吼えろ!! ［オールキャスト・スペシャル・ヴァージョン］ | ガオレンジャー&山形ユキオ ［ガオレンジャー：獅子走（金子昇）、鷲尾岳（堀江慶）、鮫津海（柴木丈瑠）、 牛込草太郎（酒井一圭）、大河冴（竹内実生）、大神月麿（玉山鉄二）］ | 忍風戦隊ハリケンジャー VS 百獣戦隊ガオレンジャー | -位       |

### HERO730としての作品
- HERO730 LIVE STAGE 2002 SOUND TRACK（2002年10月28日発売）
- HERO730 ミニアルバム「START」（2003年2月21日発売）